# Irina Gerlits
Irina Gerlits (en russe : Ирина Яковлевна Герлиц ; en français : Irina Iakovlevna Guerlits ou Guerlitz), née le 29 avril 1966 à Pavlodar, en RSS kazakhe, est une joueuse soviétique et kazakhe de basket-ball. Elle évolue durant sa carrière au poste de pivot.

## Biographie
En 2003, Irina Guerlitz évolue à l'US Templaise de Temple-sur-Lot (Lot-et-Garonne)

## Palmarès
- 3e aux Jeux olympiques 1988
- Championne olympique 1992
- Finaliste du championnat du monde 1986